# Raïssa Levinas
Pour les articles homonymes, voir Levinas.
Raïssa Levinas, née Raïssa Levi (Łódź, Empire russe, 8 juin 1905 - Clichy, 11 septembre 1994), est une pianiste française d'origine polonaise, épouse du philosophe juif Emmanuel Levinas. Ils se marient en 1930 et vivent environ 64 ans ensemble. Du vivant de son mari, elle témoigne sur lui et son œuvre.

## Biographie
Raïssa Marguerite Levi est née à Łódź, actuellement en Pologne. Elle est la fille de Volfas Levi et de Freide Malke Levi. 
Emmanuel Levinas devient citoyen français en 1930. Il se marie en 1932 avec Raïssa Marguerite Levi. Ils se connaissaient depuis l'enfance. Leur mariage dure 62 ans,.
Les Levinas ont trois enfants : Eliane, décédée en bas âge, Simone (épouse Hansel), pédiatre née en 1935, et le pianiste et compositeur Michaël Levinas, né le 18 avril 1949, à Paris.

### Pianiste
Raïssa Levi a été éduquée à l'école russe de piano. Venant de Moscou et de Lituanie, elle étudie à Vienne en Autriche, en particulier avec les virtuoses Sirota et Isserlis. Elle influence son fils Michaël Levinas.

### Seconde Guerre mondiale
En 1939, Emmanuel Levinas est appelé à l'armée. Fait prisonnier par les Allemands, il doit sa vie sauve à son uniforme militaire français. Sa femme et sa fille sont cachées par son ami Maurice Blanchot, dans un couvent catholique près d'Orléans,,.
Sa mère, Freide Malke Levi (née Volpewce le 1er janvier 1881 à Kaunas), âgée de 62 ans, est déportée par le Convoi No. 46, en date du 9 février 1943, du Camp de Drancy vers Auschwitz. Sa dernière adresse est au 29, rue Lemercier dans le 17e arrondissement de Paris.

### Après la Guerre
Pendant 35 ans, Emmanuel Levinas dirige l'École normale israélite orientale (ENIO). C'est aussi leur lieu de résidence.

## Témoignage de Raïssa Levinas
Raïssa Levinas intervient le 20 mars 1993 sur France Culture dans un programme intitulé Hommage à Emmanuel Levinas, avec la participation de leur fils Michael Levinas, de Catherine Chalier et de Jacques Derrida.

### Mort de Raïssa Levinas
Raïssa Levina meurt à Paris en septembre 1994, à l'âge de 89 ans. Emmanuel Levinas meurt à Paris, un an plus tard, le 25 décembre 1995, à 89 ans.

## Centre Raïssa et Emmanuel Levinas (Centre CREL) à Jérusalem
Il existe un Centre Raïssa et Emmanuel Levinas (Centre CREL) à Jérusalem, en Israël.